# Villabuena del Puente
Villabuena del Puente é um município da Espanha na província de Zamora, comunidade autónoma de Castela e Leão, de área 26,14 km² com população de 865 habitantes (2007) e densidade populacional de 34,35 hab/km².

## Demografia
| Variação demográfica do município entre 1991 e 2004 | Variação demográfica do município entre 1991 e 2004 | Variação demográfica do município entre 1991 e 2004 | Variação demográfica do município entre 1991 e 2004 |
| --------------------------------------------------- | --------------------------------------------------- | --------------------------------------------------- | --------------------------------------------------- |
| 1991                                                | 1996                                                | 2001                                                | 2004                                                |
| 1126                                                | 1041                                                | 944                                                 | 898                                                 |